# Manuel de Novas
Manuel de Novas (Manuel d'Novas o Manel d'Novas) (Santo Antão, 24 de febrero de 1938-Mindelo, São Vicente, 28 de septiembre de 2009) fue uno de los poetas y compositores de Cabo Verde más conocidos internacionalmente.
Bautizado como Manuel Jesus Lopes, Manuel de Novas escribió Stranger ê um ilusão, Lamento d'um emigrante y otros poemas. Considerado el compositor y uno de los trovadores más importantes de Cabo Verde, el favorito de Cesária Évora (la denominada reina de la morna, canto tradicional caboverdiano, melancólico y cercano al fado portugués) y Bana.

## Biografía
Aunque nació en la isla de Santo Antão, Manuel de Novas se consideraba hijo de Mindelo, isla de San Vicente, donde vivía.
Manuel de Novas era conocido principalmente por tener una actitud crítica hacia la sociedad mindelense, la isla donde vivió y que le adoptó como un hijo. Otra característica del compositor fue su escritura criolla. Fue reconocido por su trabajo en el Festival da Baía das Gatas, en 2003.
El compositor murió de complicaciones de un accidente cerebrovascular que había sufrido tres años antes en Portugal. Fue enterrado en su casa en Monte Sossego, a petición de la familia.

## Obra
- Apocalipse
- Cmé catchorr (morna-coladeira)
- Cumpade Ciznone
- D. Ana
- Ess Pais
- Morte d'um Tchuc (morna-coladeira)
- Nôs raça
- Psú nhondenga (morna-coladeira)
- Stranger ê um Ilusão
- Tudo tem se limite
- Lamento d'um emigrante